# Errol Brain
Errol F. Brain (nascido em 21 de julho de 1968) é um antigo jogador de râguebi da Nova Zelândia e é atualmente treinador da mesma modalidade.
Jogou em várias equipas neozelandesas e no Japão.
Em setembro de 2010 assumiu o cargo de treinador da Seleção Portuguesa de Râguebi, com um contrato de três anos.